# S Diary
S Diary (에스 다이어리?, Eseu daieoriLR, Esŭ daiŏriMR) è un film del 2004 diretto da Kwon Jong-kwan.

## Trama
Dopo essere stata lasciata dal fidanzato, il quale le rivela di non avere avuto dall'inizio intenzione di intraprendere con lei una relazione "seria", Jin-hee decide di rintracciare i suoi precedenti fidanzati per scoprire perché i loro rapporto non avesse funzionato e se anche loro fossero stati interessati esclusivamente al sesso. Dopo aver scoperto la verità, decide di vendicarsi.

## Distribuzione
In Corea del Sud, la pellicola è stata distribuita da CJ Entertainment a partire dal 22 ottobre 2004.